# ديميتري فولكييه
ديميتري فولكييه (23 مارس 1993 بسارسيل في فرنسا - ) (بالفرنسية: Dimitri Foulquier)‏ هو لاعب كرة قدم فرنسي في مركز الظهير الأيمن. شارك مع منتخب فرنسا تحت 18 سنة لكرة القدم ومنتخب فرنسا تحت 19 سنة لكرة القدم ومنتخب فرنسا تحت 20 سنة لكرة القدم ومنتخب فرنسا تحت 21 سنة لكرة القدم. أما مع النوادي، فقد لعب مع ستاد رين ونادي غرناطة.

## وصلات خارجية
- ديميتري فولكييه على موقع الاتحاد الأوربي (الإنجليزية)
- ديميتري فولكييه على موقع رابطة كرة القدم الفرنسية للمحترفين (الإنجليزية)
- ديميتري فولكييه على موقع قاعدة بيانات كرة القدم.إي يو (الإنجليزية)
- ديميتري فولكييه على موقع ليكيب (الفرنسية)
- ديميتري فولكييه على موقع ناشيونال فوتبول تيمز (الإنجليزية)
- ديميتري فولكييه على موقع Soccerbase.com (لاعب) (الإنجليزية)
- ديميتري فولكييه على موقع Soccerway.com (الإنجليزية)
- ديميتري فولكييه على موقع عالم كرة القدم.نت (الإنجليزية)
- ديميتري فولكييه على موقع AS.com (الإسبانية)